# Veszprém tömegközlekedése
Veszprém tömegközlekedését 2019. január 1-jétől az önkormányzati tulajdonú V-Busz Veszprémi Közlekedési Kft. üzemelteti. A város belterületén kívül helyi járatok közlekednek a közigazgatásilag Veszprémhez tartozó Csererdőbe, Szabadságpusztára, Jutaspusztára, Kádártára és Gyulafirátótra, valamint a Csatárra is.

## Története
A vállalkozó szellemű Czollenstein Ferenc már 1884-ben omnibuszjáratot indított a város és a veszprémi polgárok körében népszerű üdülőhely, Balatonalmádi között. A menetrend szerinti autóbuszközlekedést az 1960-as években indította meg a Balaton Volán elődje, a 15. számú AKÖV. Ugyanebben az évtizedben, 1965-ben adták át a Jutasi út belvárosi részén, a Cserhát lakótelep keleti végében a helyközi autóbusz-pályaudvart. 
Veszprém autóbuszvonalainak rendszerét az 1996-os nagy menetrendrevízió alapozta meg, amelyet követően több mint egy évtizeddel később kellett újabb módosításokat végezni a hálózaton. 2008. június 16-tól számos módosításra került sor, többek között megszüntették a 2-es busszal csaknem azonos vonalon közlekedő 12-es viszonylatot, és ugyanezzel a számmal járatot indítottak a korábban tömegközlekedés által nem érintett Buhim-völgybe. Továbbá 2011 augusztusától számos vonalat megszüntettek, illetve összevontak.
A Volán vállalatok 2014-es megszűnését követően, 2015. január 1-jétől az Északnyugat-magyarországi Közlekedési Központ vette át a helyi járat üzemeltetését. Veszprém közgyűlése 2018-ban döntött arról, hogy 2019-től a városi autóbuszos közlekedést önkormányzati cégen keresztül kívánják üzemeltetni. Erre a célra június 27-én megalapították a V-Busz Veszprémi Közlekedési Kft. vállalatot.

## Járműpark
- 5 db MAN Lion's City 12E elektromos szólóbusz
- 28 db MAN Lion’s City 12 EfficientHybrid szólóbusz
- 14 db MAN Lion’s City 18 EfficientHybrid csuklós busz
- 1 db MAN Lion’s City szólóbusz
- 1 db Neoplan Centoliner Evolution csuklós busz

## Járatok
A 2021. december 12-étől érvényes menetrend szerint:
| Vonalszám | Végállomások                                                   | Menetidő   | Megjegyzés                                        |
| --------- | -------------------------------------------------------------- | ---------- | ------------------------------------------------- |
| 1         | Vasútállomás – Valeo                                           | 20 perc    |                                                   |
| 2         | Vasútállomás – Endrődi Sándor lakótelep                        | 17 perc    | Hurokjárat                                        |
| 3         | Haszkovó forduló – Csererdő                                    | 25 perc    |                                                   |
| 4         | Jutaspuszta – Vámosi úti forduló                               | 29 perc    |                                                   |
| 4A        | Vasútállomás – Vámosi úti forduló                              | 19 perc    |                                                   |
| 5         | Kádártai úti forduló - Veszprém vasútállomás                   | 29–33 perc | Időszakosan Jutaspuszta betéréssel közlekedik     |
| 6         | Haszkovó forduló – Vámosi úti forduló                          | 23 perc    |                                                   |
| 7         | Haszkovó forduló – Cholnoky SPAR                               | 15 perc    | Hurokjárat                                        |
| 7A        | Haszkovó forduló – Ady Endre utca / Cholnoky Jenő utca         | 17 perc    |                                                   |
| 8         | Haszkovó forduló – Csererdő                                    | 32 perc    |                                                   |
| 8A        | Haszkovó forduló – Pápai úti forduló                           | 24 perc    |                                                   |
| 10        | Vasútállomás – Avar utca / Juhar utca                          | 39 perc    |                                                   |
| 11        | Vasútállomás – Vámosi úti forduló                              | 22 perc    |                                                   |
| 12        | Autóbusz-állomás → Pajtakert → Autóbusz-állomás                | 24 perc    | Körjárat, az állatkert érintésével                |
| 12A       | Autóbusz-állomás → Pajtakert → Autóbusz-állomás                | 19 perc    | Körjárat                                          |
| 13        | Kádártai úti forduló – Avar utca / Juhar utca                  | 19 perc    | Hurokjárat                                        |
| 15        | Kádártai úti forduló – Haszkovó forduló                        | 30 perc    | Időszakosan Jutaspuszta betéréssel közlekedik     |
| 18        | Csatárhegy, Kápolna utca – Haszkovó forduló                    | 30 perc    | Jutaspuszta betéréssel közlekedik.                |
| 18A       | Haszkovó forduló – Posta-garázs                                | 6 perc     |                                                   |
| 21        | Kádártai úti forduló – Pápai úti forduló                       | 24 perc    |                                                   |
| 22        | Autóbusz-állomás – Laci-major                                  | 15 perc    |                                                   |
| 23        | Autóbusz-állomás – Gyulafirátót, forduló                       | 23 perc    | A legtöbb menet az Uszoda érintésével közlekedik. |
| 23U       | Autóbusz-állomás- Veszprémi sportuszoda- Gyulafirátót, forduló | 25 perc    | Az uszoda érintésével közlekedik.                 |
| 25        | Gyulafirátót, forduló → Papvásár utca                          | 33 perc    |                                                   |
| 42        | Hotel → Dózsaváros → Egyetemváros → Hotel                      | 24 perc    | Éjszakai körjárat                                 |
| 47        | Hotel → Vasútállomás → Cholnoky lakótelep → Hotel              | 26 perc    | Éjszakai körjárat                                 |
| 5T        | Kádártai úti forduló – Haszkovó forduló                        | 27 perc    | Temetői járat                                     |
| 11T       | Kádártai úti forduló – Vámosi úti forduló                      | 20 perc    | Temetői járat                                     |

## Díjszabás
A helyi járat díjtételeit Veszprém Megyei Jogú Város Önkormányzata és a V-Busz Kft. között megkötött közszolgáltatási szerződés határozza meg.

## Külső hivatkozások
- V-Busz Kft. weboldala
- V-Busz Utazástervező. [2019. január 1-i dátummal az eredetiből archiválva]. (Hozzáférés: 2018. december 31.)